# Lake Shetek
Der Lake Shetek ist der größte See im Südwesten des US-Staates Minnesota. Er speist den Des Moines River und liegt in der Siedlung The Lakes nordwestlich von Currie im Murray County. Der Name Shetek leitet sich ab vom Ojibwe-Wort für „Pelikan“.
Da es nur wenige wirklich große Seen im südwestlichen Minnesota gibt, ist der Lake Shetek ein wichtiges Wassernaherholungsgebiet für die Region. An sein Ostufer grenzt der Lake Shetek State Park.

## Geographie
Der Lake Shetek umfasst eine Fläche von 1455 Hektar und ist bis zu 3 Meter tief. Diese eher moderate Tiefe ist typisch für die Prairie Pothole Region. Die Uferlänge beträgt 51 Kilometer.
Der Lake Shetek ist mit Abstand der größte der um die 100 Seen in Murray County. Der zweitgrößte ist der Lake Sarah mit einer Fläche von etwa 476 Hektar. Zuvor nahm diese Rolle der Great Oasis Lake mit circa 593 Hektar ein, der aber zu Beginn des 20. Jahrhunderts abgelassen wurde, um Flächen für die Landwirtschaft zu gewinnen.
Der See speist den Westarm des Des Moines River. In dem See liegen drei größere Inseln: Valhalla, Keeley und Loon Island. Diese sind über Stege vom Ufer aus erreichbar. Shetek ist auch verbunden mit dem Bloody Lake und dem Armstrong Lake.

## Geologie
Die Entstehung des Sees ist eine Folge der Gletscherbildung. Er entstand vor circa 15.000 Jahren, als sich das Weltklima erwärmte, durch sich anlagerndes Sedimentgestein, das den Abfluss versperrte.

## Probleme
Da der See sehr flach ist und viele Leute von ihm abhängig sind, war es seit jeher ein wichtiges Anliegen, den Pegelstand auch in den heißen Monaten aufrechtzuerhalten. So wurde in den 1920er Jahren ein Damm gebaut, und in den 1930er Jahren wurde er um 0,46 Meter angehoben. 1966 und 1995 wurde der Damm stückweise ausgebaut.
Durch den Menschen kommt es auch im Lake Shetek zu Verschlammung. So wurde 1973 an seinem tiefsten Punkt ein Pegelstand von 3,7 Metern gemessen, heute liegt er nur noch bei drei Metern. Durch Nährstoffeintrag von den umliegenden Bauernhöfen und Wiesen besteht außerdem die Gefahr übermäßigen Algenwachstums.
Da der See im Durchschnitt alle sieben Jahre komplett zufriert, kommt es zu vermehrtem Fischsterben. Manche Fischpopulationen, wie Karpfen erholen sich besser davon als die meisten Ziehfische, diese sind allerdings wichtig für die Sportfischerei.